# Eleições estaduais em Minas Gerais em 1970
As eleições estaduais em Minas Gerais em 1970 ocorreram em duas fases conforme previa o Ato Institucional Número Três e assim a eleição indireta do governador Rondon Pacheco e do vice-governador Celso Machado foi em 3 de outubro e a escolha dos senadores Magalhães Pinto e Gustavo Capanema, além de  35 deputados federais e 59 estaduais aconteceu em 15 de novembro a partir de um receituário aplicado aos 22 estados e aos territórios federais do Amapá, Rondônia e Roraima. Em todo o país a ARENA obteve a maior parte dos cargos em disputa e em Minas Gerais o partido governista foi também o mais votado.
Advogado nascido em Uberlândia e formado em 1943 na Universidade Federal de Minas Gerais, Rondon Pacheco enveredou pela política ao presidir o Centro Acadêmico Afonso Pena e a Federação Universitária Mineira de Esportes. Opositor do Estado Novo, atendeu ao convite de Pedro Aleixo e filiou-se à UDN sendo eleito suplente de deputado estadual em 1945. Dois anos depois foi convocado a exercer o mandato e assinou a Carta Magna estadual. Eleito deputado federal em 1950, 1954, 1958, 1962 e 1966, afastou-se do mandato e tornou-se secretário do Interior no governo Magalhães Pinto, a quem seguiu no apoio ao golpe de estado que derrubou o presidente João Goulart e resultou no Regime Militar de 1964. A seguir migrou para a ARENA quando o Ato Institucional Número Dois impôs o bipartidarismo. Chefe da Casa Civil no governo Costa e Silva, foi eleito presidente nacional da ARENA em 20 de novembro de 1969, já no governo do presidente Emílio Garrastazu Médici. A partir de 13 de fevereiro de 1970 coordenou o processo de escolha dos governadores de estado junto ao presidente da República e nele o próprio Rondon Pacheco foi designado para governar Minas Gerais.
Natural de Araxá, o advogado Celso Machado graduou-se na Universidade Federal de Minas Gerais em 1916 e no ano seguinte foi nomeado delegado de polícia em Visconde do Rio Branco, onde permaneceu durante cinco anos. Jornalista, atuou na fundação de O Comércio e foi redator em O Rio Branco. Oficial de gabinete quando Daniel de Carvalho era secretário de Agricultura no governo Raul Soares, foi eleito deputado estadual em 1924 e reelegeu-se em 1927, mas preferiu assumir uma cadeira de vereador em Visconde do Rio Branco, para a qual também se elegera, e assumiu a presidência da Câmara Municipal. Pouco antes da Revolução de 1930 reelegeu-se deputado estadual, assumiu a direção do Minas Jornal e a seguir teve o mandato extinto. Eleito deputado federal, assinou a Constituição de 1934 e renovou o mandato, o qual foi extinto com a outorga do Estado Novo. Procurador da Fazenda Nacional no Rio de Janeiro, foi secretário de Justiça na interventoria de Benedito Valadares e em 1945 elegeu-se deputado federal via PSD, foi signatário da Constituição de 1946 e anos depois foi secretário de Segurança no governo Bias Fortes. Em 1970 retornou à vida pública ao ser escolhido vice-governador de Minas Gerais pela ARENA, falecendo seis meses antes do fim do mandato.

## Resultado da eleição para governador
Para esta eleição compareceram à Assembleia Legislativa de Minas Gerais 72 deputados estaduais sendo que os 11 representantes do MDB se abstiveram e assim a chapa oficial recebeu os votos da bancada da ARENA. Foram registradas as ausências de Amilcar Padovani, Eurípedes Craide, Fuhad Sahione e Jarbas Medeiros.
| Candidatos a governador do estado | Candidatos a vice-governador | Número | Coligação             | Votação | Percentual |
| --------------------------------- | ---------------------------- | ------ | --------------------- | ------- | ---------- |
| Rondon Pacheco ARENA              | Celso Machado ARENA          | -      | ARENA (sem coligação) | 61      | 100%       |

## Biografia dos senadores eleitos

### Magalhães Pinto
Nascido em Santo Antônio do Monte, o advogado e banqueiro Magalhães Pinto formou-se na Universidade Federal de Minas Gerais, trabalhou Banco do Estado de Minas Gerais e depois foi morar no Rio de Janeiro onde prestou serviços ao Banco Real. Presidente da Associação Comercial de Minas Gerais e da Federação de Comércio de Minas Gerais, atuou no ramo da siderurgia e assumiu a presidência do Sindicato Nacional dos Exportadores de Ferro e Metais Básicos. Destituído das atividades que exercia ao assinar o Manifesto dos Mineiros condenando o Estado Novo, fundou o Banco Nacional no ano seguinte. Incluído entre os fundadores da UDN, elegeu-se deputado federal em 1945 e assinou a Constituição de 1946. Nomeado secretário de Fazenda em 1947 pelo governador Milton Campos, reelegeu-se deputado federal em 1950, 1954 e 1958 e assumiu a presidência nacional da UDN em 1957. Eleito governador de Minas Gerais em 1960, fez parte das articulações que derrubaram o governo João Goulart e instalaram o Regime Militar de 1964. Após deixar o Palácio da Liberdade foi eleito deputado federal pela ARENA em 1966 e licenciou-se do cargo quando o presidente Artur da Costa e Silva o nomeou ministro das Relações Exteriores, cargo mantido sob a autoridade da Junta Militar de 1969. Eleito senador em 1970, foi alçado à presidência do Senado Federal cinco anos depois durante o Governo Ernesto Geisel.

### Gustavo Capanema
Mineiro de Pitangui, o advogado Gustavo Capanema graduou-se em 1923 pela Universidade Federal de Minas Gerais e durante sua estadia em Belo Horizonte integrou o grupo de "intelectuais da rua da Bahia" ao lado de Abgar Renault, Carlos Drummond de Andrade, Mário Casasanta e Milton Campos, dentre outros. Eleito vereador em sua cidade natal em 1927, apoiou a Revolução de 1930. Primo de Olegário Maciel, serviu ao mesmo como oficial de gabinete e secretário de Justiça e ocupou interinamente o governo mineiro em 1933 quando o titular faleceu. Preterido por Benedito Valadares na sucessão estadual, foi nomeado ministro da Educação em 23 de julho de 1934 pelo presidente Getúlio Vargas e só deixou o cargo em 30 de outubro de 1945 ao concluir a mais longa gestão de um ministro de estado no Brasil. Eleito deputado federal pelo PSD em 1945, assinou a Constituição de 1946 e renovou o mandato em 1950 e 1954. Amargou a suplência na eleição seguinte, mas  foi ministro do Tribunal de Contas da União durante o Governo Juscelino Kubitschek. Efetivado parlamentar em 1961 com a renúncia de França Campos, renovou o mandato em 1962 e 1966 sendo eleito senador em 1970.

## Resultado da eleição para senador
Conforme o Tribunal Superior Eleitoral houve 3.627.735 votos nominais (64,11%), 1.833.021 votos em branco (32,40%) e 197.542 votos nulos (3,49%), resultando no comparecimento de 5.658.298 eleitores.
| Candidatos a senador da República | Candidatos a suplente de senador | Número | Coligação             | Votação   | Percentual |
| --------------------------------- | -------------------------------- | ------ | --------------------- | --------- | ---------- |
| Magalhães Pinto ARENA             | Ultimo de Carvalho ARENA         | -      | ARENA (sem coligação) | 1.680.638 | 46,33%     |
| Gustavo Capanema ARENA            | Monteiro de Castro ARENA         | -      | ARENA (sem coligação) | 1.210.142 | 33,36%     |
| Nogueira da Gama MDB              | Aquiles Diniz MDB                | -      | MDB (sem coligação)   | 736.955   | 20,31%     |

## Deputados federais eleitos
São relacionados os candidatos eleitos com informações complementares da Câmara dos Deputados.

Representação eleita
  ARENA: 28
  MDB: 7

| Deputados federais eleitos | Partido | Votação | Percentual | Cidade onde nasceu    | Unidade federativa |
| Geraldo Freire             | ARENA   | 62.373  |            | Boa Esperança         | Minas Gerais       |
| Homero Santos              | ARENA   | 60.951  |            | Uberlândia            | Minas Gerais       |
| Tancredo Neves             | MDB     | 57.094  |            | São João del-Rei      | Minas Gerais       |
| José Bonifácio             | ARENA   | 53.844  |            | Barbacena             | Minas Gerais       |
| Francelino Pereira         | ARENA   | 53.597  |            | Angical do Piauí      | Piauí              |
| Aécio Cunha                | ARENA   | 49.708  |            | Teófilo Otoni         | Minas Gerais       |
| Ozanam Coelho              | ARENA   | 46.371  |            | Ubá                   | Minas Gerais       |
| Athos de Andrade           | ARENA   | 43.974  |            | Itanhomi              | Minas Gerais       |
| Aureliano Chaves           | ARENA   | 43.811  |            | Três Pontas           | Minas Gerais       |
| Sinval Boaventura          | ARENA   | 43.687  |            | Rio Paranaíba         | Minas Gerais       |
| Edgar Pereira              | ARENA   | 43.117  |            | Brasília de Minas     | Minas Gerais       |
| Murilo Badaró              | ARENA   | 40.129  |            | Minas Novas           | Minas Gerais       |
| Renato Azeredo             | MDB     | 39.285  |            | Sete Lagoas           | Minas Gerais       |
| Elias Carmo                | ARENA   | 38.834  |            | Amparo da Serra       | Minas Gerais       |
| José Machado               | ARENA   | 38.172  |            | Guanhães              | Minas Gerais       |
| Altair Chagas              | ARENA   | 38.127  |            | Inhapim               | Minas Gerais       |
| Bias Fortes                | ARENA   | 36.784  |            | Barbacena             | Minas Gerais       |
| Paulino Cícero             | ARENA   | 36.468  |            | São Domingos do Prata | Minas Gerais       |
| Fábio Fonseca              | MDB     | 35.280  |            | Uberlândia            | Minas Gerais       |
| Nogueira de Rezende        | ARENA   | 35.268  |            | Conselheiro Lafaiete  | Minas Gerais       |
| João Batista Miranda       | ARENA   | 34.887  |            | Lajinha               | Minas Gerais       |
| Fagundes Neto              | ARENA   | 32.968  |            | São Gonçalo           | Rio de Janeiro     |
| Jorge Ferraz               | MDB     | 31.322  |            | Belo Horizonte        | Minas Gerais       |
| Manoel Taveira             | ARENA   | 31.184  |            | Alfenas               | Minas Gerais       |
| Jairo Magalhães            | ARENA   | 29.152  |            | Serro                 | Minas Gerais       |
| João Guido                 | ARENA   | 28.233  |            | Uberaba               | Minas Gerais       |
| Jorge Vargas               | ARENA   | 26.366  |            | Paracatu              | Minas Gerais       |
| Sílvio de Abreu            | MDB     | 26.235  |            | Rio Preto             | Minas Gerais       |
| Hugo Aguiar                | ARENA   | 26.233  |            | Araguari              | Minas Gerais       |
| Navarro Vieira             | ARENA   | 26.175  |            | Botelhos              | Minas Gerais       |
| Bento Gonçalves            | ARENA   | 25.635  |            | Matozinhos            | Minas Gerais       |
| Delson Scarano             | ARENA   | 24.358  |            | São Tomás de Aquino   | Minas Gerais       |
| Manoel de Almeida          | ARENA   | 23.237  |            | Januária              | Minas Gerais       |
| Carlos Cotta               | MDB     | 21.944  |            | Dom Silvério          | Minas Gerais       |
| José Nobre                 | MDB     | 20.593  |            | Caetité               | Bahia              |

## Deputados estaduais eleitos
Foram escolhidos 59 deputados estaduais para a Assembleia Legislativa de Minas Gerais.

Representação eleita
  ARENA: 47
  MDB: 12

Fonteː
| Deputados estaduais eleitos | Partido | Votação | Percentual | Cidade onde nasceu     | Unidade federativa |
| Bonifácio de Andrada        | ARENA   | 30.981  |            | Barbacena              | Minas Gerais       |
| Valdir Melgaço              | ARENA   | 26.023  |            | Pequi                  | Minas Gerais       |
| Morvan Acaiaba              | ARENA   | 24.599  |            | Varginha               | Minas Gerais       |
| Carlos Eloy                 | ARENA   | 24.579  |            | Pompéu                 | Minas Gerais       |
| Milton Sales                | ARENA   | 23.222  |            |                        |                    |
| Moacir Lopes                | ARENA   | 23.117  |            |                        |                    |
| João Pedro Gustin           | ARENA   | 21.759  |            | Araraquara             | São Paulo          |
| Melo Freire                 | ARENA   | 20.937  |            | Passos                 | Minas Gerais       |
| Samir Tannus                | ARENA   | 20.663  |            | Prata                  | Minas Gerais       |
| João Navarro                | ARENA   | 20.377  |            |                        |                    |
| Dênio Moreira               | ARENA   | 19.959  |            |                        |                    |
| João Ferraz                 | ARENA   | 19.004  |            |                        |                    |
| Geraldo Quintão             | ARENA   | 18.976  |            | Jaguaraçu              | Minas Gerais       |
| Vicente Guabiroba           | ARENA   | 18.591  |            | Itamarandiba           | Minas Gerais       |
| Francisco Bilac Pinto       | ARENA   | 18.124  |            | Santa Rita do Sapucaí  | Minas Gerais       |
| Narcélio Mendes             | ARENA   | 16.998  |            |                        |                    |
| Ibrahim Abi-Ackel           | ARENA   | 16.972  |            | Manhumirim             | Minas Gerais       |
| Fábio Vasconcelos           | ARENA   | 16.715  |            | Barra Longa            | Minas Gerais       |
| Mário Assad                 | ARENA   | 16.358  |            | Manhuaçu               | Minas Gerais       |
| Leão Borges                 | ARENA   | 16.354  |            |                        |                    |
| Ruy da Costa Val            | ARENA   | 16.206  |            | Viçosa                 | Minas Gerais       |
| Gerardo Renault             | ARENA   | 16.103  |            | Belo Horizonte         | Minas Gerais       |
| João Marques                | ARENA   | 15.995  |            |                        |                    |
| Euclides Cintra             | ARENA   | 15.779  |            |                        |                    |
| Martins Silveira            | ARENA   | 15.727  |            |                        |                    |
| Haroldo Lopes da Costa      | MDB     | 15.706  |            | Belo Horizonte         | Minas Gerais       |
| Expedito Tavares            | ARENA   | 15.661  |            | Córrego Danta          | Minas Gerais       |
| Ronaldo Canedo              | ARENA   | 15.577  |            | Muriaé                 | Minas Gerais       |
| Amilcar Padovani            | MDB     | 15.554  |            | Juiz de Fora           | Minas Gerais       |
| Sebastião Nascimento        | ARENA   | 15.300  |            | Patrocínio             | Minas Gerais       |
| Artur Fagundes              | ARENA   | 15.071  |            | Montes Claros          | Minas Gerais       |
| João Bello                  | ARENA   | 14.961  |            | Porciúncula            | Rio de Janeiro     |
| Manoel Costa                | ARENA   | 14.921  |            | Capivari               | São Paulo          |
| Pinheiro Chagas             | ARENA   | 14.741  |            |                        |                    |
| Christovam Chiaradia        | ARENA   | 14.669  |            | Córrego do Bom Jesus   | Minas Gerais       |
| Fernando Junqueira          | ARENA   | 14.665  |            |                        |                    |
| José Honório                | ARENA   | 14.612  |            |                        |                    |
| Mário Hugo Ladeira          | ARENA   | 14.545  |            | Rio Novo               | Minas Gerais       |
| Lúcio de Souza              | ARENA   | 14.527  |            | Curvelo                | Minas Gerais       |
| Sylo Costa                  | ARENA   | 14.414  |            |                        |                    |
| Edgar de Vasconcelos        | ARENA   | 14.359  |            | Guiricema              | Minas Gerais       |
| Antero Rocha                | ARENA   | 14.285  |            |                        |                    |
| Jairo Pereira               | ARENA   | 14.180  |            |                        |                    |
| José Laviola                | ARENA   | 14.076  |            | Muriaé                 | Minas Gerais       |
| Jésus Trindade              | ARENA   | 13.879  |            | Barra Longa            | Minas Gerais       |
| Rafael Caio                 | ARENA   | 13.807  |            | Guanhães               | Minas Gerais       |
| Eurípedes Craide            | MDB     | 13.667  |            | Conquista              | Minas Gerais       |
| Ivo Morais                  | ARENA   | 13.615  |            |                        |                    |
| Lourival Brasil             | ARENA   | 13.563  |            | Estrela do Sul         | Minas Gerais       |
| Gomes Moreira               | MDB     | 11.399  |            |                        |                    |
| Tarcísio Delgado            | MDB     | 11.376  |            | Juiz de Fora           | Minas Gerais       |
| Rodolfo Leite               | MDB     | 9.672   |            | Santo Antônio do Monte | Minas Gerais       |
| Luiz Baccarini              | MDB     | 9.191   |            | São João del Rei       | Minas Gerais       |
| Fábio Notini                | MDB     | 9.031   |            |                        |                    |
| Wilson Tanure               | MDB     | 8.864   |            |                        |                    |
| Marcos Tito                 | MDB     | 8.756   |            | Belo Horizonte         | Minas Gerais       |
| Dalton Canabrava            | MDB     | 8.653   |            | Curvelo                | Minas Gerais       |
| Said Arges                  | MDB     | 8.645   |            | Congonhas              | Minas Gerais       |